# کوواچکووو (شهرستان وژشنیا)
کوواچکووو (به لهستانی:  Kołaczkowo) یک روستا در لهستان است که در گمینا کوواچکووو واقع شده‌است.